# Festival panafricain du cinéma de Ouagadougou 1983
Le FESPACO 1983 est la 8e édition du Festival panafricain du cinéma de Ouagadougou. Il se déroule du 5 au 13 février 1983 à Ouagadougou au Burkina Faso.
Le thème de cette édition est « Le cinéaste africain face à son public ».
Le film Finyè de Souleymane Cissé décroche l'Étalon de Yennenga.

## Contexte
A Niamey du 1er au 4 mars 1982, cinéastes, critiques, responsables gouvernementaux et experts se réunissent pour le premier colloque international sur la production cinématographique en Afrique, grâce à un soutien de 200 000 francs octroyé par Seyni Kountché, chef de l'État nigérien.  Les participants adoptent ce qu'il est convenu d'appeler le manifeste de Niamey. Contrairement à la Charte d'Alger adoptée par la FEPACI en janvier 1975, idéologiquement orientée, le manifeste insiste sur le nécessaire environnement économique du cinéma : le développement de l'exploitation des salles, de la distribution, de l'infrastructure technique et de la formation professionnelle pour la viabilité des productions. Il doit être appuyé par les télévisions et par une coopération interétatique au-delà du niveau national. Billetterie, fiscalité, instances administratives, encouragement à l'investissement, législations adaptées sont abordés, ainsi que les coproductions. Les participants en appellent à des législations adéquates.
À la suite de ce colloque, une conférence extraordinaire des ministres chargés du cinéma de dix pays d'Afrique noire francophone se réunit en avril 1982 à Ouagadougou. Durant trois jours, les débats à huis clos abordent la question du fonctionnement et du financement chaotiques du CIDC-CIPROFILM (Consortium interafricain de distribution cinématographique - Centre interafricain de production de films), seulement appuyé par cinq pays contrairement aux engagements de départ. Nommé Secrétaire d’État à l'information le 13 septembre 1981, Thomas Sankara préside la conférence bien qu'il vienne de démissionner de ses fonctions (mais le gouvernement voltaïque ne l'avait pas encore annoncé officiellement) en réaction à la suppression du droit de grève. Il estime dans son allocution d'ouverture que « le cinéma africain est encore colonisé », avant de prononcer en direct à la télévision le 21 avril 1982 la célèbre phrase : « Malheur à ceux qui bâillonnent le peuple ! ». Les cinéastes sont marqués par son franc-parler et son militantisme.
Il convoque la journaliste Alimata Samlambéré, qui avait présidé le premier Fespaco en 1969. Elle est connue pour son franc-parler dans ses émissions télévisées à succès Magazine de femme et Nul n'est censé ignorer la loi, et lui demande de les animer aussi dans les principales langues nationales.
Le 7 novembre 1982, le  Comité militaire de redressement pour le progrès national (C.M.R.P.N), qui avait renversé le président Aboubacar Sangoulé Lamizana par un coup d'État militaire le 25 novembre 1980, est à son tour renversé et doit céder le pouvoir au Conseil provisoire de salut du peuple (C.P.S.P.) du commandant Jean-Baptiste Ouédraogo, lequel nomme Premier ministre Thomas Sankara, le leader du Rassemblement des Officiers Communistes (R.O.C.). Sankara propose le poste de ministre de la Culture à Alimata Salambéré, mais devant son refus la confirme pour l'édition 1983 à la présidence du Fespaco où elle venait de remplacer Louis Thiombiano, préférant « y faire ses preuves ».
Comme pour l'édition de 1981, le couvre-feu à partir de 11 heures du soir est suspendu le 5 février, jour de l'ouverture du festival, et est rétabli aussitôt après, le 13 février. Cela motive la population a « profiter de la trêve pour se ruer au cinéma ».

## Déroulement
Chiffres. 25 pays africains sont représentés et 12 pays non-africains, avec 69 films et un nombre de spectateurs encore estimé sans statistiques précises de 150 000 à 200 000 spectateurs.
Comme l'indique Manthia Diawara, s'est posée la question de l'africanité des films produits en Afrique mais réalisés par des non-africains. Le Fespaco 1983 ne retient pas Le Courage des autres, film de Christian Richard, un coopérant français professeur à l'INAFEC, école de cinéma de Ouagadougou, réalisé en 1982 par une équipe entièrement africaine avec Sotigui Kouyaté dans le rôle principal. Il est produit par Cinafric, une ambitieuse société privée dirigée par Martial Ouedraogo qui a produit quelques films avant de faire faillite. Autre raison évoquée pour le rejet, le thème abordé : les razzias opérées par certains Africains contre d’autres pour fournir leurs contingents d’esclaves aux navires négriers, un sujet tabou car il risque d'excuser les horreurs perpétrées par les Blancs.
Imputée à un problème de transfert de copies de Carthage à Ouagadougou, l'absence de films lusophones est soulignée par les journalistes alors qu'ils auraient pu corriger la faible présence du documentaire. De même, les deux seuls films anglophones ne sont pas sous-titrés ou doublés, et tous les documents du festival panafricain sont uniquement en français.
Le Fespaco se dote d'un Marché international du film africain (MIFA) pour favoriser la diffusion et distribution des films, structure souhaitée lors du colloque de Niamey de 1982.

### ColloqueLe film africain et son public
S'adressant aux cinéastes dans son discours à la cérémonie d'ouverture du séminaire, A. Fofana, ministre de l'Information et des Postes et Télécommunications, leur donne l'assurance que « la Haute-Volta, ouverte à toute forme de progrès, sera toujours à votre écoute et disposée à vous prodiguer des encouragements ». Et dans son discours introductif, Mamadou Djim Kola, secrétaire général de l'Union nationale des cinéastes voltaïques, note que « malgré la centaine de films produits à ce jour par des cinéastes africains, les salles de projection d'Afrique continuent d'être submergées de films occidentaux, chinois, japonais ou indiens, à qui le public semble accorder une audience particulière », ajoutant : « le public, s'il ne boude pas le film africain, est souvent indifférent, et même quelquefois passif ».
Cette lucidité est confirmée par une étude du Service de psychologie et de sociologie de l'Institut national d’Éducation de Haute-Volta : « les films qui obtiennent le plus d'entrées sont, dans l'ordre, les films de karaté, les films policiers, les films hindous, les films d'aventure et les films comiques. Les films africains ne remplissent pas les salles en dehors du Fespaco ».
Elle est partagée par Nourredine Saïl, président de la Fédération nationale des ciné-clubs du Maroc, qui rappelle que le spectateur « est le produit de tous les films qu'il voit depuis longtemps et qui ont fini par le constituer. En somme, c'est quelqu'un qui demande une certaine norme, un certain code ». Ce « travail sournois » est difficile à contrer : il est conforté par la publicité professionnelle, la critique publicitaire et les médias, le star-system et la honte ou la culpabilité de ne pas aller voir le film à succès.
Elle est cependant battue en brèche par Med Hondo qui s'écrie : « la culture est l'aspect le plus noble de la politique ». Comme l'a aussi fait Djim Kola, il célèbre la création du CIDC-CIPROFILM, et se réfère au manifeste de Niamey pour appeler à « la prise de contrôle par des organisations africaines de leurs réseaux d'importation-distribution de films ».
Quant à Moussa Yoro Bathily, il indique : « à chaque film que je fais, je me sens dans la position du gibier, sur un terrain glissant. Il faut mener le film à bon port, sinon c'est la curée ». Et d'insister sur l'importance de former des techniciens africains plutôt que de faire venir des Européens à grands frais. « Le meilleur film du monde n'existe que s'il a été vu », ajoute-t-il, rappelant comme Tahar Cheriaa que la distribution est le secteur clef et en appelant à un soutien de l’État : « il faut inciter le public africain à voir les films africains, car il n'est pas vrai que tous les films naissent libres et égaux ».
Le manque de formation touche aussi la critique, selon Paulin Soumanou Vieyra, alors même que « le discours de l'Occident est toujours quelque peu tendancieux ». Une pensée africaine est dès lors nécessaire, sachant que « les films qui ont eu du succès sont attentifs aux préoccupations du peuple ».
Le risque est le « ghetto des circuits culturels parallèles » rappelle Férid Boughedir. Il faut donc pour les films une chance égale d'accéder aux écrans pour que des talents s'affirment, condition nécessaire à une industrie. Cela ne va pas sans une billetterie contrôlée, une programmation volontaire de films africains et une promotion organisée, soutenue par l’État, notamment via ses médias, ainsi que des « critiques vulgarisateurs » qui perçoivent la valeur globale du film dans son contexte de production et pas seulement sa perfection technique.
Directeur général du CIDC qui a distribué une cinquantaine de films africains, Inoussa Ousseini rappelle l'évolution profonde depuis 1977 avec la vente à des exploitants privés africains par la société française SOPACIA (Société de participations cinématographiques africaines) de la centaine de salles couvrant la quasi-totalité du marché dans quatorze pays africains francophones, alors même qu'aucun pays africain ne peut « amortir sur son seul territoire le coût d'un approvisionnement autonome en films ».
En conclusion, le séminaire formule des recommandations, reprenant celles du manifeste de Niamey (soutien de l’État, formation, politique de programmation, billetterie, promotion) et y ajoutant la nécessité d'une cinémathèque de conservation des films et d'une centre inter-africain d'information, d'archivage et de recherche.

## Films projetés
Cette liste est établie à partir du Journal du 8ème Fespaco du 13 février 1983 et de la revue Unir Cinéma qui donne également la liste des films « annoncés par la direction du festival, par la presse ou toute autre source, mais absents ou non-projetés ».

### Compétition longs métrages de fiction
| Titre                               | Réalisation             | Pays                | Minutes |
| ----------------------------------- | ----------------------- | ------------------- | ------- |
| Les Lutteurs                        | Jean-Michel Tchissoukou | République du Congo | 80      |
| Dalokan                             | Moussa Dosso            | Côte d'Ivoire       | 90      |
| Naitou (l'orpheline)                | Moussa Kémoko Diakité   | Guinée              | 120     |
| Pawéogo (L'Émigrant)                | Kollo Daniel Sanou      | Haute-Volta         | 80      |
| Wend Kuuni                          | Gaston Kaboré           | Haute-Volta         | 72      |
| Finye                               | Souleymane Cissé        | Mali                | 100     |
| Le Coiffeur du quartier des pauvres | Mohamed Reggab          | Maroc               | 100     |
| Les Beaux jours de Shéhérazade      | Mustapha Derkaoui       | Maroc               | 97      |
| Si les cavaliers                    | Mahamane Bakabé         | Niger               | 90      |
| Aube noire                          | Djingarey Maïga         | Niger               | 100     |
| L'Ombre de la terre                 | Taïeb Louhichi          | Tunisie             | 90'     |

### Compétition ICA (Institut culturel africain)
| Titre                                                       | Réalisation            | Pays                      | Minutes |
| ----------------------------------------------------------- | ---------------------- | ------------------------- | ------- |
| Le fleuve a tout emporté (Odo te gban lo), documentaire     | François Sourou Okioh  | Bénin                     | 23      |
| Zo Kwe Zo, documentaire                                     | Joseph Akouissonne     | République centrafricaine | 50      |
| Les Masques du pays Guere , documentaire                    | Jean-Louis Koula       | Côte d'Ivoire             | 13      |
| Le Koussi, documentaire                                     | Moussa Dosso           | Côte d'Ivoire             | 30      |
| Le Yatenga d'hier et d'aujourd'hui, documentaire            | Hamadou Ouedraogo      | Haute-Volta               | 92      |
| La Danse des génies, documentaire                           | Yaya Kossoko           | Niger                     |         |
| La Danse des dieux, documentaire                            | Djingarey Maïga        | Sénégal                   | 11      |
| Siggy, docufiction                                          | Moussa Yoro Bathily    | Sénégal                   | 40      |
| Birago Diop, documentaire                                   | Cheikh Ngaïdo Ba       | Sénégal                   | 26      |
| Le Certificat d'indigence, fiction                          | Moussa Yoro Bathily    | Sénégal                   | 35      |
| De l'autre côté du fleuve (Rewo Daande Maayo), documentaire | Paulin Soumanou Vieyra | Sénégal                   | 60      |
| Kin Kiesse, documentaire                                    | Mwezé Ngangura         | Zaïre                     | 28      |

### Autres films projetés
| Titre                  | Réalisation                           | Pays                |
| ---------------------- | ------------------------------------- | ------------------- |
| Un toit, une famille   | Rabah Laradji et Mustapha Ben Mebrouk | Algérie             |
| La Damnée              | El hadji Guellal                      | Algérie             |
| L'Appât du gain        | Jules Takam                           | Cameroun            |
| La Chapelle            | Jean-Michel Tchissoukou               | République du Congo |
| La Moisson de 3000 ans | Haïlé Gerima                          | Éthiopie            |
| Baara                  | Souleymane Cissé                      | Mali                |
| Amok                   | Souheil Ben Barka                     | Maroc               |
| Le Grand voyage        | Mohamed Abderrahman Tazi              | Maroc               |
| Poupées de roseau      | Jillali Ferhati                       | Maroc               |
| Kankamba               | Moustapha Alassane                    | Niger               |
| Le Médecin de Gafire   | Moustapha Diop                        | Niger               |
| Cry Freedom            | Ola Balogun                           | Nigeria             |
| Money Power            | Ola Balogun                           | Nigeria             |
| Un homme, des femmes   | Ben Diogaye Beye                      | Sénégal             |
| Le Zar                 | Ali Abdel Gaoum                       | Soudan              |
| Traversées             | Mahmoud Ben Mahmoud                   | Tunisie             |

### Films projetés au Marché international du film africain (MIFA)
| Titre                                    | Réalisation           | Pays          |
| ---------------------------------------- | --------------------- | ------------- |
| Adja Tio (À cause de l'héritage)         | Jean-Louis Koula      | Côte d'Ivoire |
| Child of Resistance                      | Haïlé Gerima          | Éthiopie      |
| Cendres et braises                       | Haïlé Gerima          | Éthiopie      |
| Les Dodos                                | Kollo Daniel Sanou    | Haute-Volta   |
| Anbé no don (Nous sommes tous coupables) | Falaba Issa Traoré    | Mali          |
| Les Hantés de la coqueluche              | Yaya Kossoko          | Niger         |
| Sa dagga (Le Troubadour)                 | Momar Thiam           | Sénégal       |
| Duunde Yakaar (Pain sec)                 | Ousmane William Mbaye | Sénégal       |

## Palmarès
| Prix                                        | Lauréat                              | Film                                                  | Pays                      |
| Grand prix Étalon de Yennenga               | Souleymane Cissé                     | Finyè (Le Vent)                                       | Mali                      |
| Prix Oumarou Ganda                          | Kollo Daniel Sanou                   | Pawéogo (L'Émigrant)                                  | Haute-Volta               |
| Prix du meilleur court métrage              | Moussa Yoro Bathily                  | Le Certificat d'indigence                             | Sénégal                   |
| Prix d'interprétation féminine              | Rosine Yanogo                        | Wend Kuuni de Gaston Kaboré                           | Haute-Volta               |
| Prix d'interprétation masculine             | Mohamed Habachi                      | Le Coiffeur du quartier des pauvres de Mohamed Reggab | Maroc                     |
| Prix du meilleur scénario                   | Taïeb Louhichi                       | L'Ombre de la terre                                   | Tunisie                   |
| Prix de la meilleure image                  | Joseph Akouissonne                   | Zo Kwe Zo, documentaire historique                    | République centrafricaine |
| Caméra d'or                                 | Issaka Thiombiano et Sékou Ouedraogo | Wend Kuuni de Gaston Kaboré                           | Haute-Volta               |
| Prix du meilleur opérateur (manivelle d'or) |                                      | L'Ombre de la terre de Taïeb Louhichi                 | Tunisie                   |

Le prix du meilleur preneur de son (perche d'or) n'a pas été attribué.

### Autres prix[11]
| Prix                                                                                      | Lauréat                         | Film                            | Pays                             |
| Prix ACCT                                                                                 | Férid Boughedir                 | Caméra d'Afrique                | Tunisie                          |
| Prix du CICT (Conseil international du cinéma et de la télévision), UNESCO : documentaire | Joseph Akouissonne              | Zo Kwe Zo                       | République centrafricaine        |
| Prix du CICT (Conseil international du cinéma et de la télévision), UNESCO : fiction      | Moussa Kémoko Diakité           | Naitou l'orpheline              | Guinée                           |
| Prix ICA (Institut culturel africain) - Le Cauri                                          | court métrage de Mwezé Ngangura | Kin Kiesse                      | République démocratique du Congo |
| Prix de l'OCIC                                                                            | Gaston Kaboré                   | Wend Kuuni                      | Haute-Volta                      |
| Prix de l'OCIC court métrage                                                              | Moussa Yoro Bathily             | Certificat d'indigence          | Sénégal                          |
| Prix de l'OCIC 1ère mention                                                               | Ababacar Samb Makharam          | Jom (ou L'Histoire d'un peuple) | Sénégal                          |
| Prix de l'OCIC 2ème mention                                                               | Taïeb Louhichi                  | L'Ombre de la terre             | Tunisie                          |
| Prix de la presse africaine de critique                                                   | Mahmoud Ben Mahmoud             | Traversées                      | Tunisie                          |

Finyè (Le Vent) de Souleymane Cissé avait déjà obtenu le Tanit d'or aux JCC 1982. Thomas Sankara, premier ministre, remet en personne l'étalon à Souleymane Cissé à la cérémonie de clôture. D'après Manthia Diawara, Souleymane Cissé a tenté d'empêcher la projection de A Banna / C'est fini envoyé par le Mali, arguant que le film était d'une femme originaire de Tchécoslovaquie, au lieu de l'auteur proposé, Kalifa Dienta. Pour « ne pas se mettre à dos le Mali », la direction du festival a rejeté cette objection.
C'est en 1983 qu'apparaissent les prix de meilleure interprétation féminine et masculine. Le Prix du public est également institué à cette édition, signe de la revendication populaire du festival.